# Sa vz. 23
Sa vz. 23 (anche Sa vz. 48b/samopal vz. 48b - samopal vzor 48 výsadkový) è una famiglia di pistole mitragliatrici progettate in Cecoslovacchia nel 1948.
La famiglia comprendeva quattro modelli, molto simili tra loro: Sa 23, Sa 24, Sa 25 e Sa 26. Il progettista principale era Jaroslav Holeček (1923-1977), capo ingegnere della fabbrica di armi che li produceva, la Česká zbrojovka Uherský Brod.